# Galeota (żaglowiec)
Galeota – mały okręt żaglowy używany od XVI wieku do początku XVIII wieku.
Galeota była małym dwumasztowym żaglowcem o ożaglowaniu skośnym, wypukłych burtach i zaokrąglonej rufie. Pierwsze galeoty budowano w Hiszpanii – służyły do przewozu cennych ładunków. Później używano galeot także i w innych krajach do transportu ładunków i żołnierzy.

## Literatura
- Mała Encyklopedia Wojskowa, 1967, Wydanie I